# Теро Лехтеря
Теро Югані Лехтеря (фін. Tero Juhani Lehterä; 21 квітня 1972, м. Еспоо, Фінляндія) — фінський хокеїст, центральний нападник. 
Вихованець хокейної школи «Кієкко-Еспоо». Виступав за «Кієкко-Еспоо», «Мальме Редгокс», «Йокеріт» (Гельсінкі), «Форт-Вейн Кометс» (ІХЛ), «Таппара» (Тампере), «Еспоо Блюз», ГПК Гямеенлінна, «Нафтохімік» (Нижньокамськ), «Саламат», «Торпедо» (Нижній Новгород), «Базель», «Фюксе» (Дуйсбург), «Амбрі-Піотта», «Оденсе Бульдогс». 
У складі національної збірної Фінляндії учасник зимових Олімпійських ігор 1994, учасник чемпіонату світу 1995. У складі молодіжної збірної Фінляндії учасник чемпіонатів світу 1991 і 1992. У складі юніорської збірної Фінляндії учасник чемпіонату Європи 1990.
Племінник: Йорі Лехтеря.
Досягнення
- Бронзовий призер зимових Олімпійських ігор (1994)
- Чемпіон світу (1995)
- Чемпіон Фінляндії (1996, 1997), срібний призер (2000, 2001), бронзовий призер (2003)
- Володар Кубка європейських чемпіонів (1996).